# Buncey
Buncey település Franciaországban, Côte-d’Or megyében. Lakosainak száma 358 fő (2022. január 1.). Buncey Châtillon-sur-Seine, Chamesson, Villiers-le-Duc, Ampilly-le-Sec és Nod-sur-Seine községekkel határos.

## Népesség
A település népességének változása:
| Lakosok száma | 352  | 364  | 395  | 381  | 383  | 382  | 378  | 369  | 365  | 358  |
|               | 1968 | 1982 | 1990 | 2006 | 2013 | 2015 | 2017 | 2019 | 2020 | 2022 |